# ベルント・ヘルツェンバイン
ベルント・ヘルツェンバイン（Bernd Hölzenbein、1946年3月9日 - 2024年4月15日）は、ドイツのサッカー選手、サッカー指導者。選手時代のポジションはフォワード。

## 選手経歴

### クラブ
高校卒業後、1967年にアイントラハト・フランクフルトに入団すると、1981年に退団するまでの間にリーグ戦420試合に出場し160得点を記録した。得点数はクラブ歴代最多記録である。この他にも3度のDFBポカール優勝 (1973-74, 1974-75, 1980-81) 、国際舞台においてもUEFAカップ1979-80優勝に貢献した。
1981年に北米サッカーリーグ (NASL) のフォートローダーデール・ストライカーズenへ移籍し、ゲルト・ミュラーとチームメイトとなったが、北米の気候に体が合わず怪我に悩まされる様になった。フォートローダーデールとの契約終了後は西ドイツへの帰国を検討したが、メジャー・インドア・サッカーリーグのメンフィス・アメリカンズとバルティモア・ブラストでプレーをした。
1986年1月にオーバーリーガのFSVザルムロアへ移籍をしたが、ザルムロアでも在籍期間中の多くは怪我を抱えたままプレーをし、1986年6月18日に行われたブンデスリーガ2部昇格プレーオフ、キッカーズ・オッフェンバッハ戦への出場を最後に現役を引退した。

### 代表
西ドイツ代表としては1973年10月10日に行われたオーストリア代表との国際親善試合でデビュー。1974年に地元西ドイツで開催された1974 FIFAワールドカップの代表メンバーに選出され、2次リーグからライナー・ボンホフと共にスタメンに定着すると6試合に出場し優勝に貢献。決勝のオランダ代表戦では、前半25分にドリブル突破から相手DFのビム・ヤンセンのファールを誘い、PKを獲得することに成功した。1978年にアルゼンチンで開催された1978 FIFAワールドカップの代表メンバ意にも選出され3試合に出場するなど、国際Aマッチ40試合に出場し5得点を記録した。

## 引退後
1986年から1987年にかけてビクトリア・アシャッフェンブルクの暫定監督を務めた後、1988年秋に古巣のアイントラハト・フランクフルトの副会長に就任。就任当時のフランクフルトは下位に低迷していたが、ウーベ・バイン、アンドレアス・メラー、アンソニー・イエボアらを補強し1990年代初頭には優勝争いに加わるチームに育てた。1994年に副会長を退任後は1998年まで同クラブのスポーツマネージャーを務め、2004年からはスポーツコンサルト兼スカウト部門の責任者を務めている。
また、2006年にドイツで開催された2006 FIFAワールドカップではフランクフルト市の大使を務めた。
2024年4月15日の夜に病気のため死去。78歳没。

## 個人記録

### 代表での成績
出典
| 1973 | 2  | 0 |
| 1974 | 11 | 1 |
| 1975 | 7  | 0 |
| 1976 | 5  | 2 |
| 1977 | 9  | 1 |
| 1978 | 6  | 1 |
| 通算 | 40 | 5 |

### 代表での得点
出典
| # | 開催日        | 開催地                         | 対戦国           | 結果 | 大会                    |
| - | ------------- | ------------------------------ | ---------------- | ---- | ----------------------- |
| 1 | 1974年4月17日 | 西ドイツ、ドルトムント         | ハンガリー       | 5-0  | 親善試合                |
| 2 | 1976年2月28日 | 西ドイツ、ドルトムント         | マルタ           | 8-0  | UEFA欧州選手権1976予選  |
| 3 | 1976年6月20日 | ユーゴスラビア、ベオグラード   | チェコスロバキア | 2-2  | UEFA欧州選手権1976      |
| 4 | 1977年6月5日  | アルゼンチン、ブエノスアイレス | ブルガリア       | 3-1  | 親善試合                |
| 5 | 1981年5月24日 | アルゼンチン、コルドバ         | オーストリア     | 2-3  | 1978 FIFAワールドカップ |